# Harumi
Hybride
Parent  A  de l'hybridation 
   'Kiyomi'  
×

Parent  B  de l'hybridation 
   '(C. unshiu cv. Ponkan F-2432)'  
Classification phylogénétique
Harumi est un tangor japonais obtenu en 1996 à Okitsu (Préfecture de Kōchi) et enregistré en mars 1999. C'est un hybride du tangor Kiyomi et de Ponkan F-2432. 
Il bénéficie d'une protection juridique jusqu'au 25 novembre 2024 ce qui en interdit la diffusion hors du Japon jusqu'à cette date, il est toutefois présent en Chine qui plus est signalé (2017) porteur du Citrus leaf blotch virus (CLBV).

## Dénomination
はるみ (harumi) est le nom commercial adopté pour la souche Agrumes Okitsu n°44.

## Phylogénie

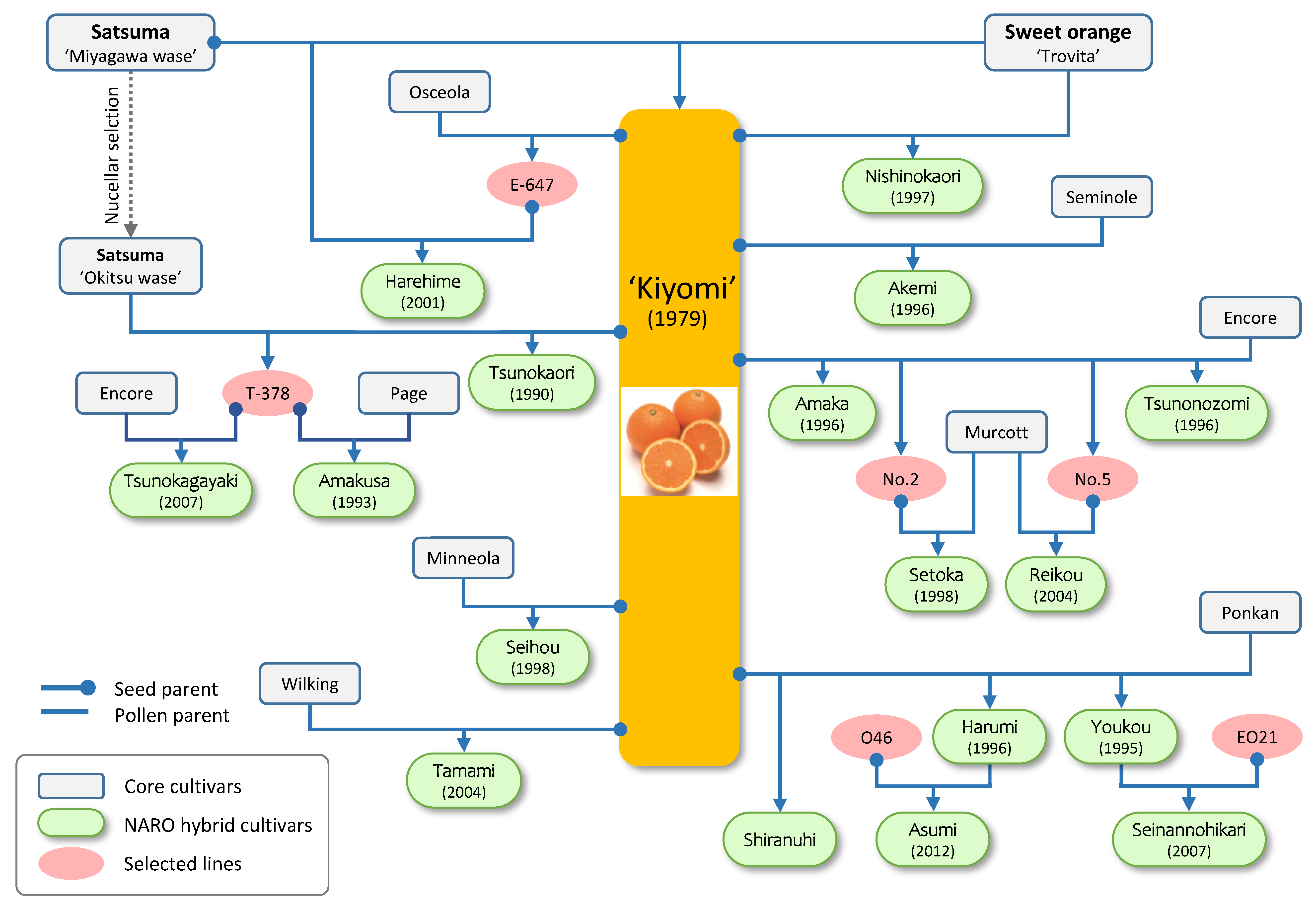
Sur la généalogie de Kiyomi de T. Shimizu Harumi (en bas à droite) est le frère de Youkou et du dékopon

L'hybridation de Kiyomi par différents cultivars de ponkan a donné les variétés cultivées : 
- Shiranui (les dekopon),
- Youkou (1995) qui sera lui-même hybridé avec EO21 pour donner 西南のひかり (Seinan'nohikari) Seinan no hikari (2007) Lumière du sud-ouest
- et Harumi (1996), qui hybridé avec O46 donne Asumi.

### Descendance
あすみ (Asumi) est une hybridation de C. Okitsu n°046 (« Sweet Spring » x orange « Trovita ») pollinisé par harumi obtenue en 1992 et enregistrée le 30 septembre 2014. Il est peu sensible à l'alternance mais épineux. Le fruit aplati pèse 170 g, la peau est fine environ 2,3 mm et la pulpe très sucrée 15 °Brix et l'acidité faible 1,15 g/100 ml. Maturité février. Le fruit est signalé riche en β-cryptoxanthine (proche du carotène).
A Buzen où Harumi est largement cultivé, les producteurs ont sélectionné des Harumi « gros et à teneur élevée en sucre» dont la commercialisation à grande échelle à commencé en 2025.

## Description
La maturité du fruit d'Harumi est janvier (début de saison, la récolte vise à éviter les dégâts des gels de février car les basses températures affectent le niveau de sucre, il est stocké pour une commercialisation différée), il est commercialisé jusqu'en mars (autrement dit plus tôt que le dekopon son frère) et son poids 180 à 200 g, les fruits moyen on l'optimum sucre/acide l'éclaircissage supprime les fruits petits et les fruits gros. Il a l'apparence d'une belle satsuma. Ses principales qualités sont la douceur et la facilité à peler et à manger. La texture moelleuse est réputée unique.

### Culture
Depuis 2010 la production plafonne autour de 500 t par an sur 470 ha. L'arbre est sensible à la chlorose d'automne. Une étude comparative a montré qu'il supporte mieux de stress hydrique quand il est greffé sur yuzu (C. junos). Il est sensible à l'excès et à la carence en magnésium. Il aurait un comportement asymptomatique en cas d'infection par SDV. 

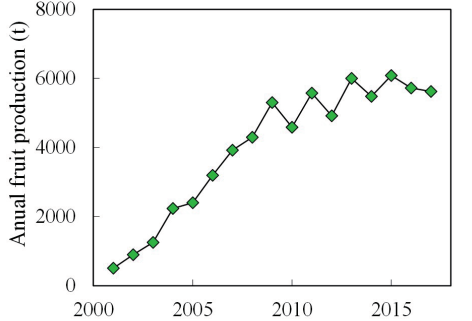
Production annuelle d'agrumes du Japon où on voit les effets de l'alternance à laquelle Harumi est spécialement sensible (2017)

### Alternance
Harumi est sensible à l'alternance. On voit sur l'illustration l'effet de l'alternance biennale qui chez harumi provient de l'importante productivité de l'arbre, elle engendre des fruits de taille et de poids hétérogènes. L'éclaircissage est nécessaire pour régulariser la production et la qualité du fruit. Les chercheurs japonais ont déterminé un rapport idéal nombre de fruits/ nombre de feuilles (approximation faite à partir du volume de la canopée corrigé : 20 à 25 fruits/m3).

### Entregreffe
Plus remarquable est le travail des chercheurs chinois (2022) qui ont montré que la qualité et la précocité de harumi peut être améliorée par un entregreffage (interstock). 

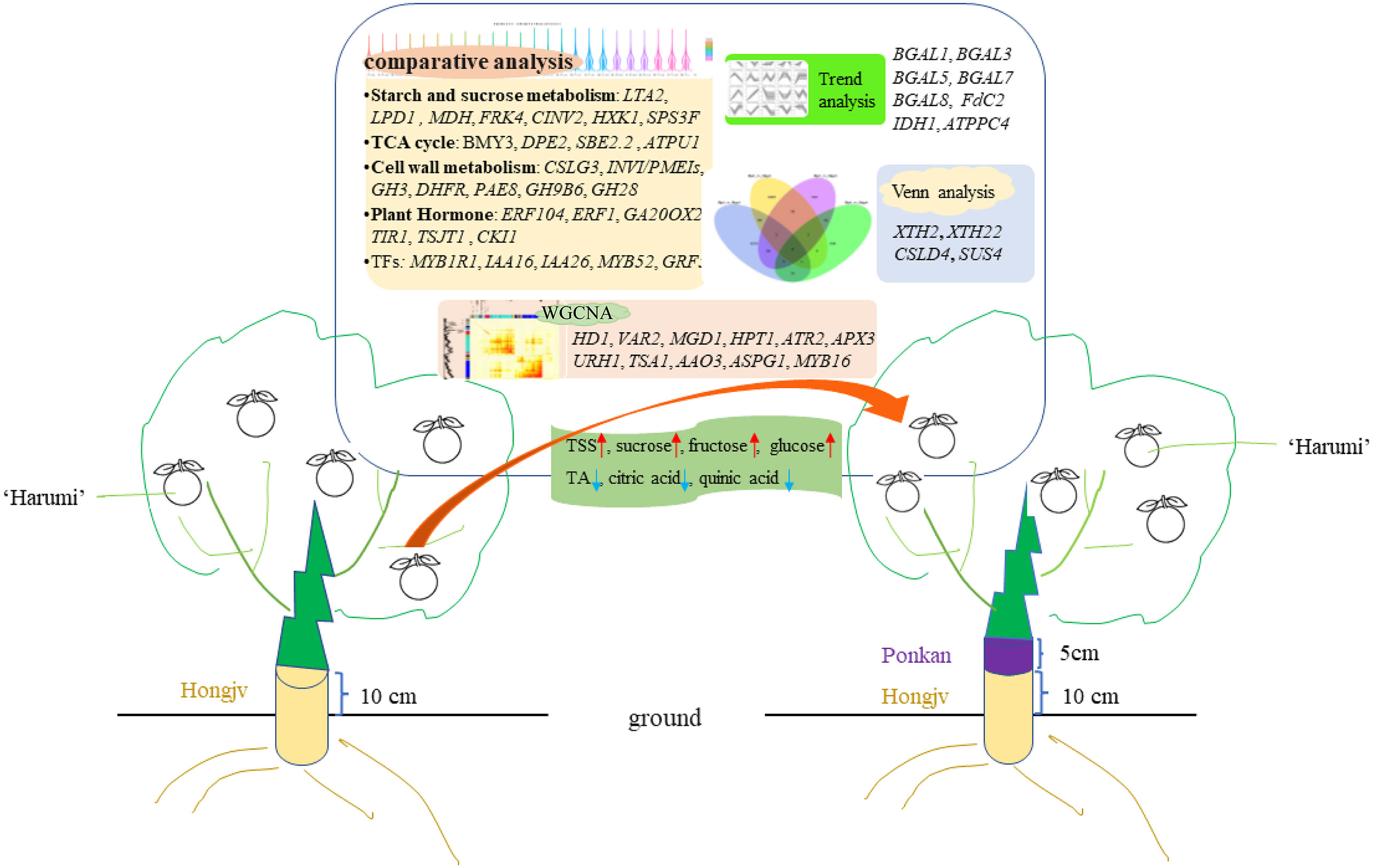
Effets sur harumi du système de l'entregreffe (ici 5 cm de ponkan à droite): précocité améliorée, hausse des niveaux de sucre et régulation de l'acidité.

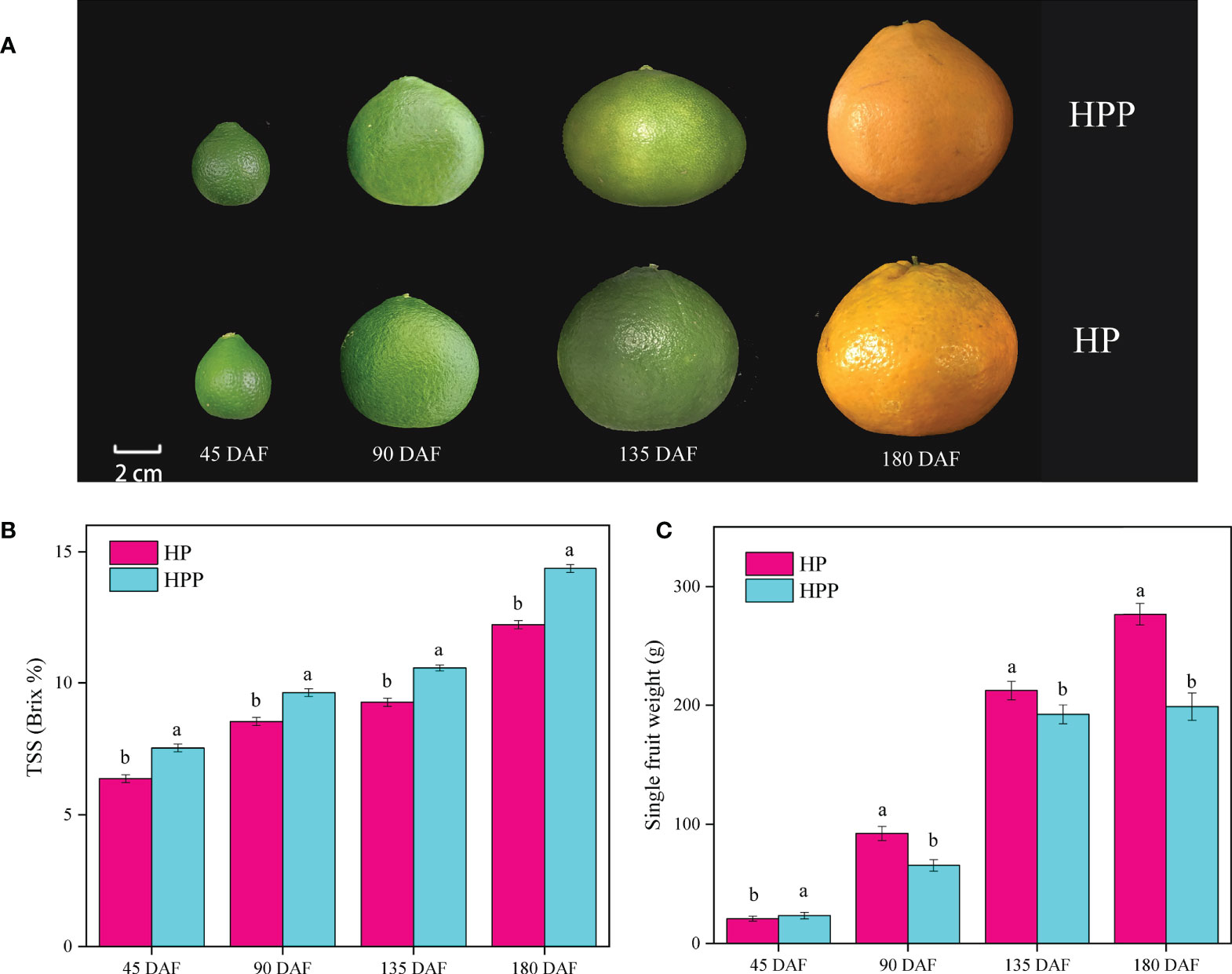
Harumi sur entregreffe (en bleu et photos du haut) est plus sucré et moins gros qu'en greffe directe (en rouge)

Le processus consiste à interposer entre le porte-greffe racine et le greffon cultivé un troisième agrume ou entre-greffe (ici au lieu d'une greffe d'harumi sur Hongjv (Citrus reticulata Blanco, CV. Hongjv) harumi est greffé sur une entregreffe ponkan elle-même greffée sur Hongjv). L'entregreffe induit une fructification précoce, augmente la qualité des fruits en régulant positivement les teneurs en saccharose, fructose et glucose, ainsi qu'en diminuant les teneurs en acides organiques et le poids du fruit. Le signal phytohormone est activé par des altérations des niveaux d'expression de 4 gènes liés au métabolisme des sucres, autrement dit l'entregreffe ponkan permet de réguler la qualité et la maturation du tangor harumi.